# Alan Mullery
Alan Patrick Mullery (MBE) (født 23. november 1941 i Notting Hill, London, England) er en tidligere engelsk fodboldspiller (midtbane) og manager.
Mullery repræsenterede på klubplan de to London-klubber Fulham F.C. og Tottenham Hotspur. Han nåede at spille over 300 ligakampe for begge klubber, og vandt med Tottenham begge de to engelske pokalturneringer, FA Cuppen og Liga Cuppen.
Mullery spillede desuden 35 kampe og scorede ét mål for det engelske landshold. Hans første landskamp var et opgør mod Holland 9. december 1964, hans sidste en kamp mod Schweiz 13. oktober 1971. Han repræsenterede englænderne ved både EM i 1968 i Italien, hvor holdet vandt bronze, og ved VM i 1970 i Mexico.
Efter at være stoppet som spiller gjorde Mullery karriere som manager. Han stod blandt andet i to omgange i spidsen for Brighton & Hove Albion, og var også ansvarshavende hos Charlton, Crystal Palace og Queens Park Rangers.

## Titler
FA Cup
- 1967 med Tottenham

Football League Cup
- 1971 med Tottenham

UEFA Cup
- 1972 med Tottenham